# Bye Bye (singel Natalii Nykiel)
Bye Bye – pierwszy singel polskiej piosenkarki Natalii Nykiel z jej trzeciego minialbumu, zatytułowanego Atom. Singel został wydany 10 sierpnia 2023.

## Geneza utworu i historia wydania
Utwór napisali i skomponowali Edu Monteiro, Natalia Nykiel i Alice Fernandes, natomiast jego produkcją zajęli się Monteiro oraz Panela Rec Portugal.
Singel ukazał się w formacie digital download 10 sierpnia 2023 w Polsce za pośrednictwem wytwórni płytowej Off the Record. Piosenka została umieszczona na trzecim minialbumie Nykiel – Atom.
11 sierpnia 2023 wykonała piosenkę na żywo w ramach cyklu „Festiwalowy mikrofon” stacji radiowej RMF FM. 23 sierpnia singel został zaprezentowany telewidzom stacji TVN podczas koncertu #Great Moments na Top of the Top Sopot Festival 2023.

## Teledysk
Do utworu powstał teledysk w reżyserii Ivana Bambalina, który udostępniono w dniu premiery singla za pośrednictwem serwisu YouTube.

## Lista utworów
- Digital download[2]

1. „Bye Bye” – 2:38